# Klara Takacs
Klara Takacs (Lengyeltóti, Hongria, 24 d'abril de 1945 - 21 de gener de 2017) fou una mezzosoprano hongaresa de trajectòria internacional.
Va debutar amb la companyia de Metropolitan Opera de Nova York a Washington DC com Adalgisa en Norma de Bellini al costat de Renata Scotto en 1982. Va cantar també a La Fenice de Venècia, l'Òpera de Viena, el Festival de Salzburg i el Teatre Colón de Buenos Aires on va cantar Eudoxia de la Fiamma d'Ottorino Respighi i Charlotte de Werther de Massenet, totes dues a la temporada 1987.
Entre els seus més destacats registres s'expliquen "Rigoletto" de Verdi amb Lucia Popp i Jaume Aragall, "Dom Sebastian" de Donizetti amb Richard Leech, "Nerone" d'Arrigo Boito, "Missa Solemnnis" i "L'Olimpiade", així com "The Queen of Sheba" amb Magda Kalmár i Siegfried Jerusalem. El seu recital de cançons de Verdi va ser especialment lloat.
Entre les distincions de reconeixement que ha rebut es troben el Premi Ferenc Liszt del 1979, la Creu d'Oficial de l'Ordre al Mèrit de la República d'Hongria el 2007, el Premi Prima el 2011, i el premi Kossuth el març del 2014.